# Protracheoniscus steinbergi
Protracheoniscus steinbergi är en kräftdjursart som beskrevs av Borutzkii1961. Protracheoniscus steinbergi ingår i släktet Protracheoniscus och familjen Trachelipodidae. Inga underarter finns listade i Catalogue of Life.